# Amadou Karim Gaye

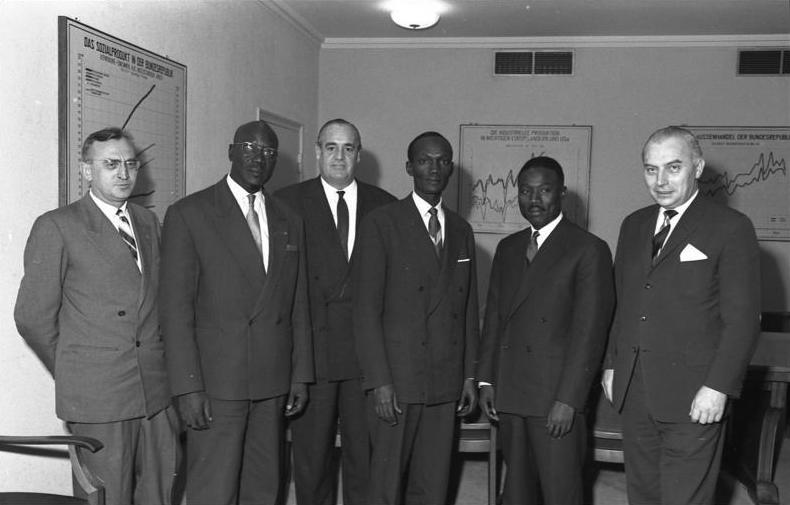
Amadou Karim Gaye (3.v.r.) bei einem Arbeitsbesuch in Bonn (1960)

Amadou Karim Gaye (* 8. November 1913 in Saint-Louis, Senegal; † 2. Oktober 2000) war ein senegalesischer Politiker.

## Biografie
Amadou Karim Gaye, ein Muslim aus dem Volk der Wolof, studierte nach dem Besuch der Grundschule und des Lycée von Saint-Louis von 1935 bis 1940 Medizin an der Universität Paris und schloss dieses Laureat der Medizinischen Fakultät ab. Von 1941 bis 1945 studierte er an der Nationalen Veterinärschule (École nationale vétérinaire d’Alfort) und beendete diese zunächst mit einem Diplom des Instituts für exotische Veterinärmedizin. Nach seiner Promotion zum Doktor der Veterinärmedizin (Dr. med. vet.) trat er 1946 in die Kavallerie der Französischen Streitkräfte ein und wurde nach Beendigung der Kavallerieschule (Ecole de Cavalerie) in Saumur 1948 zum Hauptmann der Reserve befördert.
Nach seiner Rückkehr in den Senegal war er von 1949 bis 1957 Mitarbeiter des Veterinärdienstes als Direktor der Verwaltung für Viehzucht. Von 1949 bis 1952 war er überdies Generalrat des Senegal.
Im Januar 1959 wurde Gaye zum Minister für Nationale Erziehung und Kultur in die Regierung von Mamadou Dia berufen.
Nach der Souveränität Senegals von Frankreich am 20. August 1960 wurde er zum Minister für Planung, Entwicklung und technische Zusammenarbeit im Kabinett von Premierminister Dia ernannt. Im Rahmen einer Regierungsumbildung wurde er 1961 zunächst Minister für Unterstützung und technische Zusammenarbeit sowie 1962 kurzzeitig Minister für Zivildienst und Arbeit.
Nach Abschaffung des Amtes des Premierministers war er zwischen 1962 und 1965 zunächst Minister für ländliche Wirtschaft in der Regierung von Präsident Léopold Sédar Senghor. Nach einer Regierungsumbildung wurde er 1965 Minister für die Streitkräfte sowie im Juni 1968 Außenminister. Dieses Amt behielt er auch nach der Wiedereinführung des Amts des Premierministers am 26. Februar 1970 im Kabinett von Abdou Diouf bis Juni 1972. 
1975 wurde er schließlich als Nachfolger von Hassan al-Touhami Generalsekretär der Organisation der Islamischen Konferenz (OIC). In dieser Funktion war er am 23. Dezember 1976 Mitunterzeichner des Vertrags von Tripolis zwischen den Philippinen und der Nationalen Befreiungsfront der Moro (MNLF), der die Errichtung eines autonomen Gebiets für das Volk der Moros auf den Philippinen vorsah. 1980 trat er dieses Amt an Habib Chatty ab.
Sein Sohn Babacar Gaye ist Generalleutnant und seit 2005 Kommandeur der Truppen der Mission de l’Organisation des Nations Unies en République Démocratique du Congo (MONUC).